# ستيف فار
ستيف فار (بالإنجليزية: Steve Farr) هو لاعب كرة قاعدة أمريكي، ولد في 12 ديسمبر 1956 في لا بلاتا في الولايات المتحدة.

## وصلات خارجية
- ستيف فار على موقعبيزبول رفرنس.كوم (الدوري الرئيسي) (الإنجليزية)